# Scandinavian Race Uppsala 2016
La 108e édition de la Scandinavian Race Uppsala a eu lieu le 14 mai 2016. Elle fait partie du calendrier UCI Europe Tour 2016 en catégorie 1.2. Elle a été remportée par le Norvégien Syver Wærsted.

## Classement final
La course a été remportée par le Norvégien Syver Wærsted.
| \| Classement général \| Classement général \| Classement général \| Classement général \| Classement général \| \| Coureur \| Coureur \| Pays \| Équipe \| Temps \| \| ------------------ \| ------------------ \| ------------------ \| ------------------ \| ------------------ \| \| 1er \| Syver Wærsted \| Norvège \| Ringeriks-Kraft \| 4 h 29 min 07 s \| \| 2e \| Ludvig Bengtsson \| Suède \| Tre Berg-Bianchi \| + 0 s \| \| 3e \| Nicolai Brøchner \| Danemark \| Riwal Platform \| + 0 s \| |                  |          |                  |                 |
| |                  |          |                  |                 |
| Source : ProCyclingStats |                  |          |                  |                 |
| Classement général |                  |          |                  |                 |
| Coureur | Coureur          | Pays     | Équipe           | Temps           |
| 1er | Syver Wærsted    | Norvège  | Ringeriks-Kraft  | 4 h 29 min 07 s |
| 2e | Ludvig Bengtsson | Suède    | Tre Berg-Bianchi | + 0 s           |
| 3e | Nicolai Brøchner | Danemark | Riwal Platform   | + 0 s           |